# جک باولز
جک ماری هنری دیوید باولز (انگلیسی: Jack Marie Henry David Bowles) بازرگان فرانسوی است که از آوریل ۲۰۱۹ مدیرعامل اجرایی شرکت بریتیش امریکن توباکو، دومین شرکت بزرگ دخانیات جهان است.
باولز در فرانسه متولد شد و در مدرسه تجارت آی‌پی‌ای‌جی در پاریس، فرانسه تحصیل کرد.
او در سال ۲۰۰۴ به‌عنوان سرپرست نمایندگی بی‌ای‌تی در فرانسه به این شرکت پیوست و سپس به سرپرستی شعبهٔ مالزی شرکت منصوب شد. پس از آن و در سال ۲۰۱۷ نیز به‌عنوان مدیر عملیات بی‌ای‌تی انتخاب شد.
در سپتامبر ۲۰۱۸ اعلام شد که باولز از آوریل ۲۰۱۹ به‌عنوان مدیرعامل جانشین نیکاندرو دورانته خواهد شد.
باولز متأهل و دارای سه فرزند است. او همچنین در ورزش غواصی اسکوبا نیز فعالیت می‌کند.